# Премія Стерлінга
Премія Стерлінга (англ. RIBA Stirling Prize; Royal Institute of British Architects Stirling Prize) — британська премія в галузі архітектури. Організована і проводиться Королівським інститутом британських архітекторів. Названа на честь архітектора Джеймса Стерлінга. Заснована 1996 року. З того часу вважається найпрестижнішою архітектурною премією Великої Британії. Лауреат премії отримує грошову нагороду — 20 000 £.

## Лауреати
| Рік  | Лауреат                                                                         | Робота лауреата | Робота лауреата                                                         | Номінанти |  |
| ---- | ------------------------------------------------------------------------------- | --------------- | ----------------------------------------------------------------------- | --- |  |
| 1996 | Стівен Ходдер                                                                   |                 | Центенарі Університет Солфорда Солфорд                                  | |  |
| 1997 | Джеймс Стерлінг, Майкл Вілфорд та партнери                                      |                 | Музична школа Штутгарт                                                  | - Вілл Еслоп: Hotel du Département des Bouches-du-Rhône, Марсель - Марк Гард: Пентхаус, Париж - Річард Мерфі: Меггі-центр, Единбург - Річард Роджерс: Навчальний центр імені Пола Хемліна, Університет Західного Лондона - Wilkinson Eyre Architects: Станція Стретфорд, Лінія Джубилі |  |
| 1998 | Foster and Partners                                                             |                 | Американський музей повітряних сил Імперський військовий музей Дуксфорд | - Рік Метнер: Приватний будинок, Північний Лондон - Ian Ritchie Architects: Концертна платформа, Crystal Palace Park, Лондон - Іян Тейлор з Bennetts Associates: Центр Річарда Аттерборо - Stephenson Bell: Quay Bar, Манчестер - Inskip and Jenkins: Temple of Concord and Victory (реставрація), Стов - Гюнтер Беніш: Школа Святого Бенно, Дрезден - Гюнтер Беніш: Landesgirokasse, Штутгарт - Девід Чіпперфілд: Офісна і студійна будівля, Дюссельдорф - Foster and Partners: Башта Коммерцбанку, Франкфурт-на-Майні - Джон Вілсон: Британська бібліотека |  |
| 1999 | Future Systems                                                                  |                 | Lord's Media Centre Лондон                                              | - David Chipperfield Architects: Музей річок і веслування, Хенлі-он-Темз - Benson & Forsyth: Музей Шотландії - Alsop, Lyall & Störmer: Станція метро Північний Гринвіч - Chris Wilkinson Architects: Розширення Лінії Джубилі - Wilford Associates: Sto AG Marketing and Training Building, Штюлінген - Foster and Partners: Рейхстаг, Берлін - O'Donnell & Tuomey: Ranelagh Multi-Denominational School, Ренела, Дублін |  |
| 2000 | Alsop & Störmer                                                                 |                 | Бібліотека Пекгема Лондон                                               | - Caruso St John: Нова галерея мистецтва, Уоллсолл - Foster and Partners: Станція метро Канері-ворф - Маркс Барфілд: Лондонське око - Rogers Stirk Harbour + Partners: 88 Wood Street, Лондонське Сіті - Sauerbruch Hutton: Штабквартира GSW, Берлін - Chetwood Associates: Супермаркет Sainsburys, Гринвіч |  |
| 2001 | Wilkinson Eyre Architects                                                       |                 | Магна-центр Ротергем                                                    | - Ніколас Грімшоу та партнери, Ентоні Хант: Проект Едем - Eldridge Smerin: The Lawns, Хайгейт - Джеремі Діксон & Едвард Джонс: Розширення Національної портретної галереї, Лондон - Guy Greenfield Architects: The Surgery, Хаммерсміт - Hopkins Architects: Portcullis House та станція метро Вестмінстер, Лондон - Michael Wilford & Partners: Британське посольство в Берліні |  |
| 2002 | Wilkinson Eyre & Gifford                                                        |                 | Міст міленіум Гейтсхед                                                  | - Malcolm Fraser Architects: Dance Base, Grassmarket, Единбург - Edward Cullinan Architects: Weald and Downland Gridshell, Weald and Downland Open Air Museum - David Chipperfield Architects: Ernsting's Service Centre, Косфельд, Німеччина - Building Design Partnership: Hampden Gurney Church of England Primary School, Лондон - Richard Rogers Partnership: Регістр Ллойда - Benson & Forsyth: Millennium Wing, Національна галерея Ірландії |  |
| 2003 | Herzog & de Meuron                                                              |                 | Лабан Дептфорд Лондон                                                   | - Bill Dunster Architects: BedZED - Eric Parry Architects: 30 Finsbury Square, Лондон - Foster and Partners: Великий суд, Британський музей - Ian Ritchie Architects: Королівський театр, Плімут - Sutherland Hussey Architects разом з Джейком Харві, Дональдом Уркюхарт, Ґлен Онвін та Сандра Кеннеді: Tiree Shelter |  |
| 2004 | Foster and Partners                                                             |                 | Сент-Мері Екс 30 Лондон                                                 | - Studio Daniel Libeskind: Імперський військовий музей півночі, Манчестер - MacCormac Jamieson Prichard разом з Rummey Design: The Phoenix Initiative, Ковентрі - Foster and Partners: Бізнес академія в Бекслі, Лондон - Ian Ritchie Architects: Дублінська голка, Дублін - Пітер Кук, Колін Фурніє: Кунстхаус, Грац |  |
| 2005 | EMBT & RMJM                                                                     |                 | Шотландський парламент Единбург                                         | - Bennetts Associates: Ювілейна бібліотека, Брайтон - Зага Хадід: Центральний офіс BMW, Лейпциг - Foster and Partners: McLaren Technology Centre, Вокінг - O'Donnell & Tuomey: Галерея Люіса Глюксмана, Корк - Alsop Designs: Fawood Children's Centre, Харлесден |  |
| 2006 | Rogers Stirk Harbour + Partners                                                 |                 | Аеропорт Барахас Термінал 4 Мадрид                                      | - Adjaye Associates: The Whitechapel Idea Store - Hopkins Architects: The Evelina Children's Hospital - Caruso St John: Brick House - Rogers Stirk Harbour + Partners: The Senedd - Zaha Hadid Architects: The Phaeno Science Centre, Вольфсбург |  |
| 2007 | David Chipperfield Architects                                                   |                 | Музей сучасної літератури Марбах Німеччина                              | - David Chipperfield Architects: America's Cup Building, Валенсія, Іспанія - Office for Metropolitan Architecture/Arup: Дім музики, Порту, Португалія - Foster and Partners: Реконструкція Дрезденського вокзалу, Дрезден, Німеччина - Glenn Howells Architects: The Savill Building Visitors Centre, Віндзорський великий парк - Haworth Tompkins: Театр Янг-віка, Лондон |  |
| 2008 | Feilden Clegg Bradley Studios & Alison Brooks Architects & Maccreanor Lavington |                 | Аккордія Кембридж                                                       | - Nicholas Grimshaw/Arcadis: Bijlmer Arena Station, Амстердам - Denton Corker Marshall: Manchester Civil Justice Centre - Зага Хадід разом з Патріком Шумахером: Nord Park Railway, Інсбрук - Allies and Morrison: Королівський фестивальний зал, Лондон - Allford Hall Monaghan Morris: Вестмінстерська академія, Лондон |  |
| 2009 | Rogers Stirk Harbour + Partners                                                 |                 | Меггі-центр Лондон                                                      | - Tony Fretton Architects: Fuglsang Art Museum, Лолланн, Данія - Rogers Stirk Harbour + Partners: Bodegas Protos winery, Пеньяф'єль, Іспанія - Building Design Partnership: Liverpool One Masterplan - Eric Parry Architects: 5 Aldermanbury Square, Лондон - Allford Hall Monaghan Morris: Kentish Town Health Centre, Лондон |  |
| 2010 | Зага Хадід                                                                      |                 | Національний музей мистецтв ХХІ століття Рим                            | - Девід Чепперфілд: Новий музей, Берлін - DSDHA: Крайст коледж - Rick Mather Architects: Музей Ашмола - dRMM: Початкова школа, Клепхем - Theis and Khan: Ряд Бейтмана |  |
| 2011 | Зага Хадід                                                                      |                 | Академія Евелін Грейс Лондон                                            | - O'Donnell & Tuomey: An Gaeláras, Деррі, Північна Ірландія - Allford Hall Monaghan Morris: The Angel Building, Лондон - David Chipperfield Architects: Музей Фолькванг, Ессен, Німеччина - Bennetts Associates: Королівський Шекспірівський театр, Стратфорд-он-Ейвон - Hopkins Architects: Лондонський велопарк, Лондон |  |
| 2012 | Стентон Вілліамс                                                                |                 | Лабораторія Сенсбері Кембридж                                           | - David Chipperfield Architects: The Hepworth, Вейкфілд - O'Donnell & Tuomey: Ліричний Театр, Белфаст - Office for Metropolitan Architecture: Меггі-центр, Глазго - Office for Metropolitan Architecture разом з Allies and Morrison: Новий Суд, Лондон - Populous: Олімпійський стадіон, Лондон |  |
| 2013 | Witherford Watson Mann Architects                                               |                 | Замок Естлі Ненітан, Ворикшир                                           | - Grafton Architects: будівля медичної школи Університету Лімерику, Ірландія - Hawkins/Brown разом з Studio Egret West: Парк хілл, Шеффілд - Alison Brooks Architects: Н'юхолл бі, Ессекс - heneghan peng architects: Дорога Гігантів, центр для відвідувачів, Антрім - Niall McLaughlin Architects: каплиця єпископа Едварда Кінга, коледж Ріпон |  |
| 2014 | Haworth Tompkins                                                                |                 | Театр Еврімен, Ліверпуль                                                | - Mecanoo: бібліотека Бірмінгема, Бірмінгем - Zaha Hadid Architects: Центр водних видів спорту, Лондон - Ренцо Піано: Shard London Bridge, Лондон - O'Donnell & Tuomey: студентський центр в ЛСЕ, Лондон - Feilden Clegg Bradley Studios: Манчестерська школа мистецтв, Манчестер |  |